# 3-dezoksi-7-fosfoheptulonat sintaza
3-dezoksi-7-fosfoheptulonat sintaza (EC 2.5.1.54, 2-dehidro-3-dezoksi-fosfoheptonatna aldolaza, 2-keto-3-dezoksi--arabino-heptonska kiselina 7-fosfat sintetaza, 3-dezoksi--arabino-2-heptulozonska kiselina 7-fosfat sintetaza, 3-dezoksi--arabino-heptolozonat-7-fosfat sintetaza, 3-dezoksi--arabino-heptulozonat 7-fosfat sintetaza, 7-fosfo-2-keto-3-dezoksi--arabino-heptonat -eritroza-4-fosfat lijaza (piruvatna fosforilacija), 7-fosfo-2-dehidro-3-dezoksi--arabino-heptonat -eritroza-4-fosfat lijaza (piruvatna fosforilacija), D-eritroza-4-fosfat-lijaza, D-eritroza-4-fosfat-lijaza (piruvatna fosforilacija), DAH7-P sintaza, DAHP sintaza, DS-Co, DS-Mn, KDPH sintaza, KDPH sintetaza, dezoksi--arabino-heptulozonat-7-fosfat sintetaza, fosfo-2-dehidro-3-dezoksiheptonat aldolaza, fosfo-2-keto-3-dezoksiheptanoat aldolaza, fosfo-2-keto-3-dezoksiheptonat aldolaza, fosfo-2-keto-3-dezoksiheptonska aldolaza, fosfo-2-okso-3-dezoksiheptonat aldolaza) je enzim sa sistematskim imenom fosfoenolpiruvat:D-eritroza-4-fosfat C-(1-karboksivinil)transferaza (fosfatna hidroliza, formira 2-karboksi-2-oksoetil). Ovaj enzim katalizuje sledeću hemijsku reakciju
fosfoenolpiruvat + D-eritroza 4-fosfat + H 2O {\displaystyle \rightleftharpoons } 3-dezoksi--arabino-hept-2-ulozonat 7-fosfat + fosfat

## Literatura
- Nicholas C. Price; Lewis Stevens (1999). Fundamentals of Enzymology: The Cell and Molecular Biology of Catalytic Proteins (Third изд.). USA: Oxford University Press. ISBN 019850229X.
- Eric J. Toone (2006). Advances in Enzymology and Related Areas of Molecular Biology, Protein Evolution (Volume 75 изд.). Wiley-Interscience. ISBN 0471205036.
- Branden C; Tooze J. Introduction to Protein Structure. New York, NY: Garland Publishing. ISBN 0-8153-2305-0.
- Irwin H. Segel. Enzyme Kinetics: Behavior and Analysis of Rapid Equilibrium and Steady-State Enzyme Systems (Book 44 изд.). Wiley Classics Library. ISBN 0471303097.

## Spoljašnje veze
- 3-deoxy-7-phosphoheptulonate+synthase на 